# Ничипорчук Тетяна Олександрівна
Тетяна Олександрівна Ничипорчук (дошлюбне прізвище — Фетіскіна; нар. 11 вересня 1994) — українська легкоатлетка, яка спеціалізується в метанні списа.
На національних змаганнях представляє місто Київ.
Тренується разом з чоловіком Олександром під керівництвом Миколи Гурневича.

## Спортивні досягнення
Срібна (2014) та бронзова (2016) призерка у командному заліку серед молоді на Кубках Європи з метань.
Фіналістка (8-е місце) чемпіонату світу серед юнаків (2011).
Фіналістка (7-е місце) чемпіонату Європи серед юніорів (2013).
Фіналістка (9-е місце) чемпіонату Європи серед молоді (2015).
Фіналістка (4-е місце) Європейського юнацького олімпійського фестивалю (2011).
Чемпіонка України (2020).
Багаторазова призерка чемпіонатів України.